# 建宁站
建宁站位于江苏省南京市雨花台区西善桥街道，有宁铜铁路经过，距离南京西站47公里，邮政编码210041。车站建于1969年:227，现隶属中国铁路上海局集团有限公司，是四等站，仅办理货运，不办理客运业务，设有通往金陵玻璃厂的专用线:168。宁芜铁路南京市区段改线工程实施后，本站将被撤销。